# Madisyn Cox
Madisyn Cox (30 maggio 1995) è una nuotatrice statunitense.

## Carriera
Specializzata nei misti, ha vinto la medaglia di bronzo sulla distanza dei 200m a Budapest 2017.

## Palmarès
- Mondiali

Budapest 2017: oro nella 4x200m sl e bronzo nei 200m misti.
- Mondiali in vasca corta

Windsor 2016: argento nella 4x200m sl, bronzo nei 200m misti e nei 400m misti.
- Universiade

Gwangju 2015: argento nei 200m misti.